# Notiphila
Notiphila is een geslacht van vliegen uit de familie van de oevervliegen (Ephydridae). De wetenschappelijke naam van het geslacht is voor het eerst geldig gepubliceerd in 1810 door Carl Fredrik Fallén in zijn werk Specimen Entomologicum Novam Diptera Disponendi Methodum Exhibens.
Notiphila is een van de meest soortenrijke geslachten van oevervliegen. Volgens Krivosheina en Ozerov zijn er meer dan 130 soorten beschreven. Deze kleine vliegen komen wereldwijd voor in diverse draslandbiotopen. De larven van de meeste soorten leven in de rizosfeer, het organisch anaeroob sediment rond de wortels en wortelstokken van waterplanten, en voeden zich met detritus; ze mineren ook de wortels of wortelstokken. Waardplanten zijn onder meer waterlelies uit het geslacht Nuphar voor verschillende Noord-Amerikaanse Notiphila-soorten.

## Soorten
- N. adusta Mathis, 1979
- N. aenigma Cresson, 1917
- N. annulipes Stenhammar, 1844
- N. aquatica Becker, 1896
- N. atrata Mathis, 1979
- N. atripes Cresson, 1917
- N. atriventris (Cresson, 1915)
- N. avia Loew, 1878
- N. bella Loew, 1862
- N. biseriata Cresson, 1917
- N. bispinosa Cresson, 1917
- N. brevis Walker, 1858
- N. brunipes (Robineau-Desvoidy, 1830)
- N. carinata Loew, 1862
- N. caudata Fallen, 1813
- N. cinerea Fallen, 1813
- N. cogani Canzoneri & Meneghini, 1979
- N. cognata Cresson, 1917
- N. cressoni Mathis, 1979
- N. decorata Williston, 1896
- N. decoris Williston, 1893
- N. deonieri Mathis, 1979
- N. deserta Mathis, 1979
- N. dorsata Stenhammar, 1844
- N. eleomyia Mathis, 1979
- N. elophila Mathis, 1979
- N. erythrocera Loew, 1878
- N. floridensis Cresson, 1917
- N. footei Mathis, 1979
- N. graecula Becker, 1926
- N. guttiventris Stenhammar, 1844
- N. hamifera Wheeler, 1961
- N. kentensis Huryn, 1987
- N. latelimbata Curran, 1930
- N. latigena Mathis, 1979
- N. loewi Cresson, 1917
- N. macrochaeta Loew, 1878
- N. maculata Stenhammar, 1844
- N. major Stenhammar, 1844
- N. mathisi Huryn, 1984
- N. mima Canzoneri & Meneghini, 1979
- N. minima Cresson, 1917
- N. nanosoma Mathis, 1979

- N. nigricornis Stenhammar, 1844
- N. nubila Dahl, 1973
- N. nudipes Cresson, 1917
- N. olivacea Cresson, 1917
- N. oriens Mathis, 1979
- N. paludia Mathis, 1979
- N. pallicornis Mathis, 1979
- N. pallidipalpis Cresson, 1940
- N. pauroura Mathis, 1979
- N. phaeopsis Mathis, 1979
- N. poliosoma Mathis, 1979
- N. pollinosa Krivosheina, 1998
- N. pulchra Mathis, 1979
- N. pulchrifrons Loew, 1872
- N. quadrisetosa Thomson, 1869
- N. riparia Meigen, 1830
- N. robusta Mathis, 1979
- N. scalaris Loew, 1862
- N. scoliochaeta Mathis, 1979
- N. shewelli Mathis, 1979
- N. sicca Cresson, 1940
- N. solita Walker, 1852
- N. stagnicola (Robineau-Desvoidy, 1830)
- N. subnigra Krivosheina, 1998
- N. taenia Mathis, 1979
- N. theonae Huryn, 1984
- N. transversa Walker, 1852
- N. uliginosa Haliday, 1839
- N. umbrosa Drake, 2001
- N. unicolor Loew, 1862
- N. venusta Loew, 1856